# 市川慎一
市川 慎一（いちかわ しんいち、1936年6月3日 - 2019年1月6日）は、フランス文学者、日欧交渉史研究者、早稲田大学名誉教授。

## 略歴
東京生まれ。早稲田大学第一文学部卒業。同大学院博士課程修了。1966-1970年フランスのモンペリエ大学に留学。早稲田大学文学部教授。2002年に定年後は、学習院女子大学非常勤講師。慶應義塾大学特別招聘教授、マドリッド・アウトノマ大学客員教授を歴任。2016年春、瑞宝中綬章受勲。2019年1月6日、肺炎のため死去。82歳没。叙従五位。
百科全書・18世紀啓蒙思想を中心とするフランス思想・文学および比較文化専攻。

## 著書
- 『フランス語の手紙』白水社 1982
- 『世界の中のフランス語』朝日出版社 1993
- 『ミニ会話で学ぶフランス語の決まり文句』大修館書店 1994
- 『教室からそのままフランスへ 書き込み中心』朝日出版社 1994
- 『百科全書派の世界』世界書院 1995
- 『コミュニケーションの仏作文 基礎編』大学書林 1999
- 『コミュニケーションの仏作文 中級編』大学書林 2001
- 『アカディアンの過去と現在 知られざるフランス語系カナダ人』彩流社 2007
- 『啓蒙思想の三態 ヴォルテール、ディドロ、ルソー』新評論 2007
- 『老残教師のマドリッド奮闘記 アウトノマ大学での四十二時間』青山社 2008
- 『わたしの日仏交流史研究ことはじめ レオンス・ヴェルニーから大佛次郎まで』彩流社 2016
- 『わたしのイスパニア語の旅 スペインから中南米諸国へ』彩流社 2017

### 共編著
- 『近代政治思想の研究 啓蒙政治思想の展開』小笠原弘親共編 成文堂 1984
- 『こんにちは、フランス』Colette Renard共著 駿河台出版社 1984
- 『フランス語マガジンbook 第2外国語ガイド 春』三修社・異文化を知る magazine & book 1989
- 『フランス語マガジンbook 1990-92』三修社・異文化を知る magazine & book 1990-1992
- 『Paris旅行会話&マナー』市川富子共著 三修社 1992
- 『カルト・オランジュのフランス語』久富健共著 2訂版 朝日出版社 1992
- 『ジャン=ジャック・ルソー 政治思想と文学』早稲田大学出版部 1993。政治思想研究叢書
- 『ブルゥー・ブラン・ルージュ』リディア・清田共著 朝日出版社 1995

## 翻訳
- ジャック・プルースト『百科全書』平岡昇共訳 岩波書店 1979
- アンリ・ペリュショ『マネの生涯』河盛好蔵共訳 講談社 1983
- ジェラール・アンゴルド『クリスタルガラスのペーパーウェイト』美術出版社 1987
- アレクサンダー・F.V.ヒューブナー『オーストリア外交官の明治維新 世界周遊記<日本篇>』松本雅弘共訳 新人物往来社 1988
- ダニエル・モルネ『十八世紀フランス思想 ヴォルテール、ディドロ、ルソー』遠藤真人共訳 大修館書店 1990
- M.ド・モージュ『フランス人の幕末維新』榊原直文共編訳 有隣堂<有隣新書> 1996
- イヴ・テリオー『アガグック物語 極北に生きる』藤井史郎共訳 彩流社 2006 (カナダの文学）

## 論文
- 市川慎一「《パネル・ディスカッション:モンペリエ大学における18世紀研究法》報告」『フランス語フランス文学研究』第21巻、日本フランス語フランス文学会、1972年、87-92頁、doi:10.20634/ellf.21.0_87、ISSN 0425-4929、NAID 110001248040。
- 市川慎一「スペインの異端審問とフランス啓蒙思想家:ヴォルテ-ルの場合」『教養諸学研究』第50号、早稲田大学政治経済学部教養諸学研究会、1975年10月、107-125頁、ISSN 02884801、NAID 40000751478。
- 市川慎一「ケンペルの読者ヴォルテ-ル:その日本観形成に関する試論」『比較文学年誌』第12号、早稲田大学比較文学研究室、1976年3月、1-18頁、ISSN 02865009、NAID 40003215415。
- 市川慎一「ディドロの「女性について」再考 (早稲田大学創立百周年記念)」『ヨーロッパ文学研究』第30号、早稲田大学文学部ヨーロッパ文学研究会、1982年、194-205頁、ISSN 05132770、NAID 40003708762。
- ProustJacques, 市川慎一「啓蒙時代におけるフランスとロシア」『比較文学年誌』第24号、早稲田大学比較文学研究室、1988年、1-12頁、ISSN 02865009、NAID 40003215538。
- 市川慎一「UN ESSAI DE PRODUCTION ECRITE : LA CORRESPONDANCE PRIVEE EN FRANCAIS」『フランス語教育』第18巻、日本フランス語教育学会、1990年、39-43頁、doi:10.24495/efj.18.0_39、ISSN 0910-2353、NAID 110009946432。
- 市川慎一「ディドロと画家グル-ズ(1)」『早稲田フランス語フランス文学論集』第3号、早稲田大学文学部フランス文学研究室、1996年、20-29頁、ISSN 13403095、NAID 40005057168。
- 市川慎一「日本の近代化と翻訳のプラス・マイナス面およびその波及」『早稲田大学語学教育研究所紀要』第56号、早稲田大学語学教育研究所、2001年、1-14,63、ISSN 0285936X、NAID 40003928689。
- 市川慎一「デウスDeusは「神」ではない:来日前のザビエルと訳語「大日」採用をめぐって」『早稲田大学語学教育研究所紀要』第59号、早稲田大学語学教育研究所、2004年、89-105頁、ISSN 0285936X、NAID 40006302823。
- 市川慎一「アレクサンダー・フォン・フンボルトとフランス啓蒙思想家」『早稲田大学大学院文学研究科紀要. 第2分冊英文学フランス文学ドイツ文学ロシヤ文学中国文学』第52号、2007年2月、59-70頁、ISSN 1341-7525、NAID 120000785762。
- 塩田明子, 市川慎一, 岡田和子「幕末の日本開国前後における西洋語・文化の受容とその影響」『フランス語学研究』第45巻第1号、日本フランス語学会、2011年、116-119頁、doi:10.20579/belf.45.1_116、ISSN 0286-8601、NAID 110009861380。